# Neuville-Vitasse
Neuville-Vitasse település Franciaországban, Pas-de-Calais megyében. Lakosainak száma 484 fő (2022. január 1.). Neuville-Vitasse Tilloy-lès-Mofflaines, Beaurains, Boiry-Becquerelle, Hénin-sur-Cojeul, Mercatel, Saint-Martin-sur-Cojeul és Wancourt községekkel határos.

## Népesség
A település népességének változása:
| Lakosok száma | 522  | 513  | 516  | 505  | 499  | 502  | 496  | 490  | 484  |
|               | 2013 | 2015 | 2016 | 2017 | 2018 | 2019 | 2020 | 2021 | 2022 |